# Urft

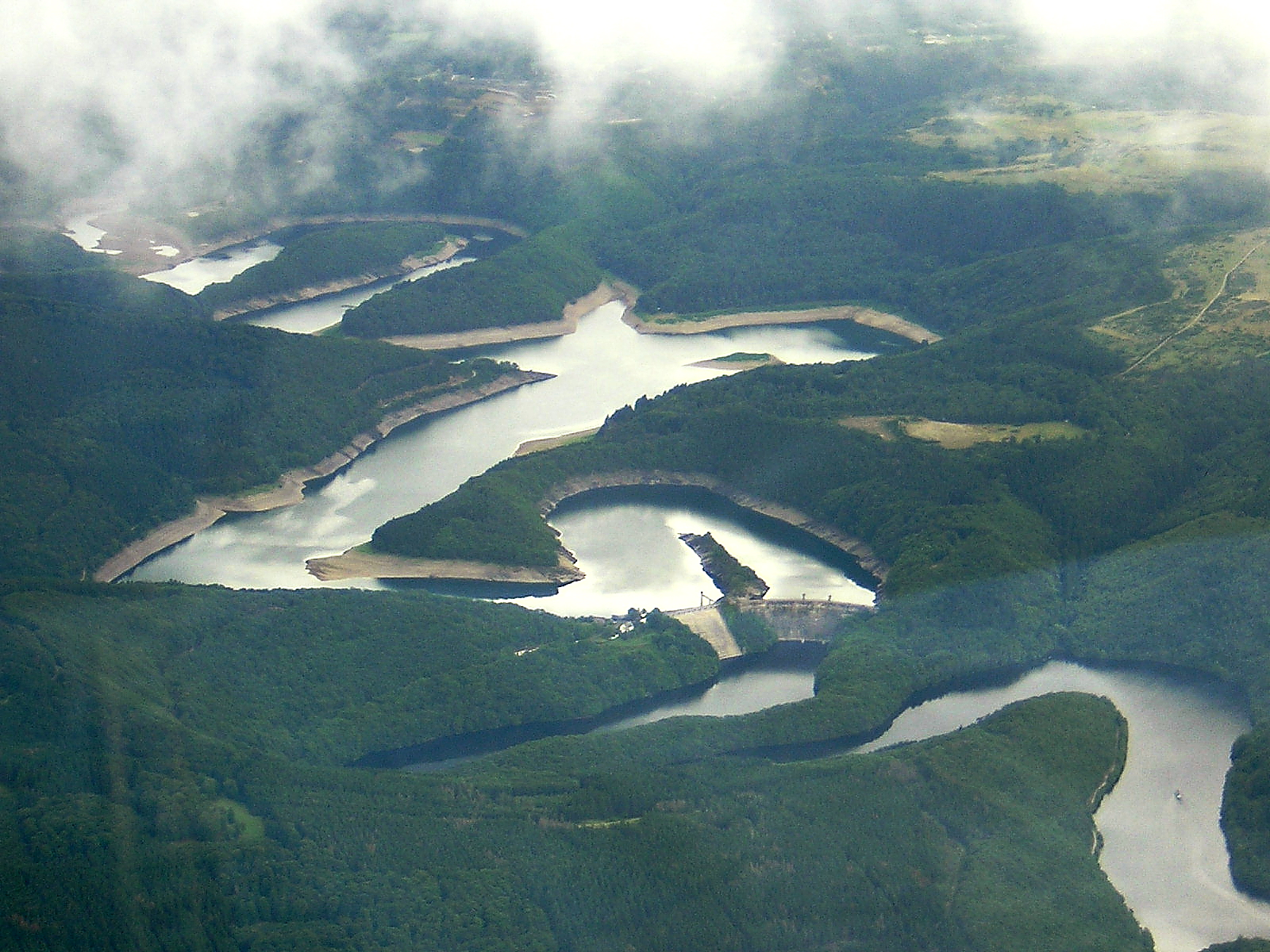
Râul Urft cu lacul de acumulare

Urft este un râu cu o lungime de 50,2 km, afluent al râului Rur situat în landul Renania de Nord-Westfalia, Germania.

## Curs
Râul își are izvorul în regiunea se nord a Eifelului la Schmidtheim, (Dahlem (Nordeifel)), traversează localitățile Nettersheim, Kall, Gemünd (Schleiden), formează un lac de acumulare cu o lungime de 14 km și se varsă la Rurberg (Simmerath) în lacul Schwammenauel.

## Afluenți
- Genfbach
- Gillesbach
- Kallbach
- Olef